# Slaget vid Dreux
Slaget vid Dreux var ett slag mellan franska rojalister och hugenotter vid Dreux, väster om Paris den 19 december 1562.
År 1562 utbröt öppet krig i Frankrike mellan hugenotterna under ledning av Louis I av Bourbon och Gaspard de Coligny och katoliker under ledning av Frans av Guise och Anne de Montmorency. Den första större stiden i hugenottkrigen inträffade när hugenotternas armé var på marsch norrut för att ansluta sig till en engelsk styrka vid Le Havre. På vägen stötte de på Frans av Guise och Montmorency, som just plundrat staden Rouen. Slaget inleddes med att Gaspard de Coligny ledde en intensiv kavallerichock som skapade förvirring bland de katolska trupperna. I tron att slaget var vunnet ledde Louis av Bourbon sitt kavalleri in i närstrid. Då skickade Frans de Guise fram sina schweiziska pikbeväpnade legoknektar, ledda av de franska lansiärerna. Louis av Bourbon tillfångatogs, men Coligny lyckades föra undan stora delar av hugenottarmén. Slaget blev ingen total katolsk seger då även Montmorency tillfångatogs.